# 朱磐㷬
信豐悼惠王朱磐㷬（1421年9月12日—1439年2月2日），明朝宁献王朱权庶五子，母尤氏。
永樂十九年（1421年）八月生。宣德元年（1426年）七月賜名。
宣德七年（1432年）十一月，明宣宗遣武定侯郭玹為正使，刑科給事中陳樞為副使，持節冊封朱磐㷬為信豐王。
宣德九年（1434年）二月，令江西布政司於附近府縣秋糧內撥米五百石、於官庫支鈔折一千五百石，作為朱磐㷬的二千石歲祿。
正統三年（1438年）六月，明英宗遣駙馬都尉趙輝為正使，禮科給事中胡清為副使，持節冊封指揮僉事劉瑛的妹妹為信豐王妃。
正統四年（1439年）正月，朱磐㷬薨。英宗得知死訊，輟視朝一日，遣官致祭，諡悼惠，命有司營葬。閏二月，王妃劉氏上吊自縊，英宗聞訊，深切嗟悼，遣中官致祭，諡貞烈，與朱磐㷬合葬。朱磐㷬墓在新建遐齡峰。
朱磐㷬沒有兒子，死後封國取消。